# Brachycaudonia cyaniceps
Brachycaudonia cyaniceps är en stekelart som beskrevs av Boucek 1993. Brachycaudonia cyaniceps ingår i släktet Brachycaudonia och familjen puppglanssteklar. Inga underarter finns listade.